# Рождественка (Амурская область)
Рожде́ственка — село в Серышевском районе Амурской области, Россия. Входит в Новосергеевский сельсовет.

## География
Село Рождественка стоит на правом берегу реки Томь (левый приток Зеи).
Село Рождественка расположено к юго-востоку от пос. Серышево, расстояние до районного центра (через сёла Поляна, Красная Поляна, Бочкарёвку, Хитровку, Белогородку, Паруновку и Новосергеевку) — 50 км.
На восток от села Рождественка (вверх по правому берегу реки Томь) идёт дорога к сёлам Широкий Лог, Соколовка и Воскресеновка.
Расстояние до административного центра Новосергеевского сельсовета села Новосергеевка — 6 км (на запад).

## Население
| 2002 | 2010 | 2012 | 2013 | 2014 | 2015 | 2016 |
| ---- | ---- | ---- | ---- | ---- | ---- | ---- |
| 295  | ↘274 | ↘258 | ↗263 | ↘252 | ↗257 | ↘256 |
| 2017 | 2018 |      |      |      |      |      |
| ↗263 | ↗266 |      |      |      |      |      |

По данным переписи 1926 года по Дальневосточному краю, в населённом пункте числилось 103 хозяйства и 582 жителя (281 мужчины и 301 женщины), из которых преобладающая национальность — украинцы (60 хозяйств).

## Инфраструктура
Сельскохозяйственные предприятия Серышевского района.